# Temple Grandin
Temple Grandin (Boston, Massachusetts, SAD, 29. kolovoza 1947.) - američka doktorica znanosti (grane stočarstvo) i profesor na sveučilištu Colorado State, autorica bestselera i savjetnica u stočarskoj industriji za ponašanje životinja. Kao osoba s visokofunkcionalnim autizmom Grandin je također zapažena kao aktivistica za autizam i kao izumiteljica tzv. stroja za grljenje (hug machine ili squeeze machine), dizajniranom da smiruje hipersenzibilne osobe.
Prema njezinom životu je 2010. snimljen film Temple Grandin (s Claire Danes u naslovnoj ulozi), a također se našla na popisu najutjecajnijih ljudi na svijetu Time 100, u kategoriji "Heroji".

## Rani život i obrazovanje
Grandin je rođena u Bostonu, u obitelji Richarda Grandina i Eustacie Cutler. Dijagnosticirali su joj autizam u dobi od dvije godine (1950.). Bilo joj je dijagnosticirano oštećenje mozga, te je pohađala predškolu u kojoj su, prema njezinom mišljenju, predavali dobri učitelji. Grandinina majka je razgovarala s liječnikom koji je predložio terapiju govora, te je ona angažirala dadilju koja je provodila sate igrajući se igre s potezima s Grandin i njezinom sestrom.
Grandin je progovorila s četiri godine. Smatra se sretnom što je imala podršku mentora od osnovne škole pa nadalje. Međutim, Grandin je naglasila da su viši razredi osnovne škole i srednja škola bili najgori dio njezinog života. Bila je "štreberica" koju su svi zadirkivali. Ponekad, kad bi hodala ulicom, ljudi bi ju zadirkivali govoreći joj da je "magnetofon" zato što je znala često ponavljati stvari. Grandin je izjavila da se "sada može smijati tome, ali tada je doista boljelo".
Nakon što je završila školu Hampshire Country, internat za talentiranu djecu u Rindgeu, New Hampshire, 1966., Grandin je završila dodiplomski studij psihologije na fakultetu Franklin Pierce 1970., magistrirala stočarstvo na sveučilištu Arizona State 1975., te doktorirala na sveučilištu Illinois, Urbana-Champaign 1989.
Grandin je dobila počasni doktorat na ontarijskom Veterinarskom fakultetu, sveučilištu Guelph u Ontariu, Kanada, na skupštini 2012., gdje je bila glavni govornik. 16. svibnja 2010. također dobila počasni doktorat sveučilišta Duke.

## Karijera, aktivizam
Grandin je filozofski vođa pokreta za dobrobit životinja i prava autističnih osoba. Oba pokreta općenito navode njezin rad u vezi s dobrobiti životinja, neurologijom i filozofijom. Ona razumije anksiozni osjećaj koji nastaje zbog prijetnji iz okoline, te osjećaj odbačenosti i straha, koji motivira njezin rad u humanom postupanju sa stokom. Njezina poslovna mrežna stranica promovira poboljšanje standarda u klaonicama i stočnim farmama. PeTA joj je dodijelila 2004. nagradu Proggy, u kategoriji "vizionar".
Jedan je od njezinih važnijih eseja o dobrobiti životinja "Animals are not Things", u kojem polazi od pretpostavke da su životinje tehnički vlasništvo našeg društva, kojima zakon konačno daje etičku zaštitu ili prava. Ona uspoređuje osobine i prava vlasništva nad kravama s vlasništvom nad odvijačima, nabrajajući kako oboje može biti korisno upotrijebljeno da služi ljudskim potrebama na mnoge načine, ali, kad se radi o nanošenju boli, postoji bitna razlika između takvih "vlasništva": osoba može legalno razbiti ili zdrobiti odvijač, ali ne može legalno mučiti životinju.
Grandin je postala dobro poznata nakon što ju je opisao Oliver Sacks u svojoj knjizi An Anthropologist on Mars (1995.); naslov (hrv. Antropolog na Marsu) nastao je iz Grandininog opisa osjećaja koji nastaje kad se nalazi među neurotipičnim ljudima (termin koji je izmislila autistična zajednica da etiketira ljude koji nisu autistični). Prvi put je govorila u javnosti o autizmu sredinom 1980-ih na molbu Ruth C. Sullivan, jedne od utemeljitelja organizacije Autism Society of America. Sullivan piše:
Prvi put sam susrela Temple sredinom 1980-ih... na godišnjoj konferenciji Autism Society of America... Na rubu grupe stajala je visoka mlada žena koja je očito bila zainteresirana za rasprave. Izgledala je sramežljiva i ljubazna, ali je većinom samo slušala... Saznala sam da je njezino ime Temple Grandin... Tek sam krajem tjedna shvatila da je ona netko s autizmom... Prišla sam joj i pitala ju da li bi bila voljna govoriti na konferenciji sljedeće godine. Složila se... Sljedeće godine... Temple se prvo obratila publici... ljudi su stajali u najmanje tri reda... Publika je se nije mogla zasititi. Ovdje je, prvi put, bio netko tko nam je mogao reći iz vlastitog iskustva kako je to biti ekstremno osjetljiv na zvukove ("kao da sam vezana za tračnice, a vlak dolazi")... Postavili su joj mnogo pitanja: "Zašto se moj sin toliko vrti?", "Zašto rukama prekriva uši?", "Zašto ne gleda u mene?". Govorila je iz vlastitog iskustva, i njezini su uvidi bili impresivni. Više je osoba plakalo taj dan... Temple je ubrzo postala traženi govornik u autističnoj zajednici.
Grandin na temelju osobnog iskustva zagovara ranu intervenciju i učitelje pune podrške koji mogu usmjeriti fiksacije djeteta s autizmom u produktivnom smjeru. Opisala je svoju hipersenzibilnost na buku i ostale senzorne podražaje. Tvrdi da prvenstveno razmišlja vizualno i da su riječi njezin drugi jezik. Temple pripisuje uspjeh u dizajniranju obora svojoj sposobnosti da se prisjeti detalja, što je karakteristika njezinog vizualnog pamćenja. Grandin uspoređuje svoje pamćenje s dugometražnim filmovima u svojoj glavi koji se mogu ponovo prikazati po želji, dopuštajući joj da primijeti male detalje. Također je u stanju vidjeti svoje uspomene koristeći nešto drugačiji kontekst mijenjajući položaj svjetla i sjena. Njezin uvid u um životinja naučio ju je da cijeni promjene u detaljima na koje su životinje posebno osjetljive, te da koristi svoje umijeće vizualiziranja u svrhu konstruiranja obzirne i humane opreme za postupanje sa stokom. Proglašena je članom Američkog društva agrotehničara i bioinženjera 2009.
Grandin je izjavila da neće podržati lijek protiv autizma.

## Privatni život
Mislim da je korištenje životinja kao hrane etička stvar, ali moramo to napraviti kako treba. Moramo pružiti tim životinjama pristojan život i moramo im omogućiti bezbolnu smrt. Mi dugujemo životinjama poštovanje.
Grandin kaže da "dio drugih ljudi koji ima emocionalne odnose nije dio nje", te se nikad nije udavala ili imala djecu. Osim rada u stočarstvu, za dobrobit životinja i za prava autističnih osoba, njezini drugi interesi uključuju jahanje, znanstvenu fantastiku, filmove i biokemiju. Ona opisuje socijalizaciju s drugima kao "dosadnu", te nije zainteresirana za čitanje ili gledanje emocionalnih problema ili odnosa.
U svojim autobiografskim djelima je naglasila da autizam utječe na svaki dio njezinog života. Mora nositi udobnu odjeću da ublaži disfunkciju senzorne integracije, te je organizirala svoj način života da izbjegne senzorno preopterećenje. Redovito uzima antidepresive, ali više ne koristi stroj za grljenje koji je izumila s osamnaest godina kao oblik terapije oslobađanja od stresa, izjavljujući u veljači 2010. da se "slomio prije dvije godine, i nikako nisam nalazila vremena da ga popravim. Sad sam više za grljenje ljudi.".

## Popularna kultura
Grandin se pojavila u većim medijskim emisijama kao što su It's Your Health Lise Davis, Primetime Live (ABC), Today Show (NBC) i Larry King Live, emisija NPR-a, Fresh Air with Terry Gross, te je pisala za časopise Time, People, Discover, Forbes i The New York Times. 2012. Grandin je dala intervju radiju Thriving Canine u kojem je diskutirala o "drugačijem gledištu na ponašanje životinja".
O njoj je snimljen dokumentarni film programa Horizon BBC-a "The Woman Who Thinks Like a Cow", prvi put emitiran 8. lipnja 2006., a u proljeće iste godine pojavila se u emisiji Nick News na kanalu Nickelodeon, te u seriji First Person Errola Morrisa.
O Grandin je snimljen polubiografski film Temple Grandin (HBO), u kojem je glumi Claire Danes. Film je prikazan 2010., bio je nominiran za 15 nagrada Emmy, od kojih je dobio 5, između ostalih nagradu u kategoriji izvanrednog dostignuća za televizijski film i najbolju glumicu u drami. Grandin je bila na pozornici prilikom uručenja nagrade, te se nakratko obratila publici. Na dodjeli nagrada Zlatni globus 2011., Claire Danes je osvojila nagradu za najbolju glumicu u miniseriji ili TV filmu.
Grandin se pojavila u miniseriji Beautiful Minds: A Voyage Into the Brain, dokumentarni film koji je 2006. producirala njemačka kompanija colourFIELD tell-a-vision. Pojavila se i u dokumentarnom filmu Ingenious Minds iz 2011.g. na kanalu Sci Channel. Časopis Time ju je proglasio jednom od 100 najutjecajnijih osoba na svijetu 2010.g.

## Publikacije
- Emergence: Labeled Autistic (s Margaret Scariano, 1986, 1991), ISBN 0-446-67182-7
- Komplet Beef Cattle Behaviour, Handling, and Facilities Design (Humane Livestock Handling i Corral Design Plans), 1988
- The Learning Style of People with Autism: An Autobiography (1995). U Teaching Children with Autism: Strategies to Enhance Communication and Socialization, Kathleen Ann Quill, ISBN 0-8273-6269-2
- Thinking in Pictures: Other Reports from My Life with Autism, 1996, ISBN 0-679-77289-8
- Genetics and the Behavior of Domestic Animals, 1997, ISBN 978-0122951305
- Livestock Handling and Transport, 2000, ISBN 978-0851994093
- Developing Talents: Careers for Individuals with Asperger syndrome and High-Functioning Autism, 2004, ISBN 1-931282-56-0
- Animals in Translation : Using the Mysteries of Autism to Decode Animal Behavior (s Catherine Johnson, 2005, ISBN 0-7432-4769-8
- The Unwritten Rules of Social Relationships: Decoding Social Mysteries Through the Unique Perspectives of Autism (sa Seanom Barronom), 2005, ISBN 1-932565-06-X
- The Way I See It: A Personal Look At Autism And Aspergers, 2009, 2011, ISBN 978-1935274216
- Animals Make Us Human: Creating the Best life for Animals (s Catherine Johnson), 2009, ISBN 978-0-15-101489-7
- Making Animals Happy: How to Create the Best Life for Pets and Other Animals, 2009, ISBN 0747597146
- Improving Animal Welfare: A Practical Approach, 2010, ISBN 978-1-84593-541-2
- Temple Grandin: How the girl who loved cows embraced autism and changed the world, 2012, ISBN 0547443153